# Liste von Musiklabels/M

## M
| Name Musiklabel                            | Land                   | Sitz                   | Gründer                                                           | Jahr-Von                 | Jahr-Bis          | Labelcode | Website  | Mutterlabel | Details |
| ------------------------------------------ | ---------------------- | ---------------------- | ----------------------------------------------------------------- | ------------------------ | ----------------- | --------- | -------- | --- | --- |
| M-Theory Audio                             | Vereinigte Staaten     | Las Vegas              | Marco Barbieri                                                    | 2017                     |                   |           | Website  | | |
| M&G Records                                | Vereinigtes Königreich |                        | Michael Levy                                                      | 1988                     | 1997              |           |          | | |
| M.A.C.E. Music                             | Vereinigte Staaten     |                        | Michael Angelo Batio                                              | 1993                     |                   |           |          | | |
| M3 Records                                 | Vereinigte Staaten     |                        | Duval Clear                                                       | 2003                     |                   |           |          | | |
| Machete Empire Records                     | Italien                | Mailand                | Salmo, DJ Slait, Enigma und El Raton                              | 2012                     |                   |           |          | | |
| Machete Music                              | Puerto Rico            |                        |                                                                   | 2005                     |                   |           |          | Universal Music | |
| Machine Shop Recordings                    | Vereinigte Staaten     |                        | Brad Delson, Mike Shinoda                                         | 2002                     |                   |           |          | Warner Music Group | |
| Machinery                                  | Deutschland            |                        | Karl-Ulrich Walterbach und Jorgen Mulder                          | 1989                     | 1997              | LC 07020  |          | | |
| Mack Avenue Records                        | Vereinigte Staaten     |                        |                                                                   | 2006                     |                   |           |          | | |
| Macro Recordings                           | Deutschland            |                        | Stefan Goldmann und Finn Johannsen                                | 2007                     |                   |           |          | | |
| Mad Butcher Records                        | Deutschland            | Göttingen              | Michael Wilms                                                     | 1995                     |                   |           | Website  | | |
| Mad Decent                                 | Vereinigte Staaten     |                        | Diplo                                                             | 2006                     |                   |           |          | | |
| MAD Dragon Records                         | Vereinigte Staaten     |                        |                                                                   |                          |                   |           |          | | |
| Madhouse Records                           | Jamaika                |                        | Dave Kelly, Janet Davidson                                        | 1992                     |                   |           |          | | |
| Madison Records                            | Vereinigte Staaten     |                        | Larry Uttal                                                       | 1958                     | 1961              |           |          | | Wurde von Larry Uttal 1961 in Bell Records integriert |
| Magic Bullet Records                       | Vereinigte Staaten     |                        | Brent Eyestone                                                    | 1996                     |                   |           |          | | |
| Magic Circle Music                         | Vereinigte Staaten     |                        | Joey DeMaio                                                       | 2003                     |                   |           |          | | |
| Magic Mango Music                          | Deutschland            |                        | Stephan Ebn, Christian Georg und Thomas Huffschmid                | 2011                     |                   | LC 28073  |          | | |
| Magna Carta Records                        | Vereinigte Staaten     |                        |                                                                   | 1989                     |                   |           |          | | |
| Magnanimous Records                        | Vereinigte Staaten     |                        | Curt Seiss Daniele Seiss                                          | 2000                     |                   |           |          | | |
| Magnatune                                  | Vereinigte Staaten     |                        | John Buckman                                                      | 2003                     |                   |           |          | | |
| Magnet Records                             | Vereinigtes Königreich |                        | Michael Levy und Peter Shelley.                                   | 1973                     |                   |           |          | | |
| Magpie Records                             | Vereinigtes Königreich |                        | Bruce Bastin                                                      | 1976                     |                   |           |          | | |
| Mailboat Records                           | Vereinigte Staaten     |                        | Jimmy Buffett                                                     | 1999                     |                   |           |          | | |
| Mainstage Music                            | Niederlande            |                        | W&W alias Willem van Hanegem und Wardt van der Harst              | 2012                     |                   |           |          | Armada Music | |
| Mainstream Records                         | Vereinigte Staaten     |                        | Bob Shad                                                          | 1964                     | 1978              |           |          | | |
| MainTheme Records                          | Deutschland            |                        |                                                                   | 2002/ 2003               |                   |           |          | | |
| Mainya Music                               | Vereinigte Staaten     |                        | Fabian I. Thibodeaux                                              | 1990                     |                   |           |          | | |
| Maison de Soul                             | Vereinigte Staaten     |                        | Floyd Soileau                                                     | 1974                     |                   |           |          | | |
| Majestic Record Corporation                | Vereinigte Staaten     |                        | J. C. Reis, R. V. Schoenfeld und D. Green                         | 1916                     | 1917              |           |          | | |
| Majestic Records                           | Vereinigte Staaten     |                        | Jimmy Walker                                                      | 1940er Jahre             | 1948              |           |          | | Geriet 1948 in finanzielle Schwierigkeiten und musste seine geschäftlichen Aktivitäten einstellen |
| Majik Ninja Entertainment                  | Vereinigte Staaten     | Livonia                | Twiztid Vlahakis und George Vlahakis                              | 2014                     |                   |           |          | | |
| Majique Music Records                      | Australien             | Orange                 | Ray Vanderby                                                      | 2003                     |                   |           |          | | |
| Major Label (Plattenfirma)                 | Deutschland            |                        | Andreas Ettler, Robert Stieler                                    | 1998                     |                   |           |          | | |
| Major League Productions (MLP)             | Vereinigtes Königreich | Oxfordshire            | Mike Dixon                                                        | 1995                     |                   |           |          | | |
| Major Minor Records                        | Irland                 |                        | Phil Solomon                                                      | 1966                     |                   |           |          | | |
| Major Records (Germany)                    | Deutschland            |                        | Hayo Lewerentz                                                    | 2004                     |                   |           |          | | |
| Mala Records                               | Vereinigte Staaten     |                        |                                                                   | 1959                     | Erloschen         |           |          | Bell Records | |
| Malaco Records                             | Vereinigte Staaten     | Jackson                | Tommy Couch und Mitchell Malouf                                   | 1962                     |                   |           |          | Malaco Music Group | |
| MAM Records                                | Vereinigtes Königreich |                        | Gordon Mills und Tom Jones                                        | 1970                     | Erloschen         |           |          | Management Agency & Music Ltd. (MAM) | |
| Mamlish Records                            | Vereinigte Staaten     |                        | Don Kent                                                          | Anfang 1970er Jahre      |                   |           |          | | |
| Mammoth Records                            | Vereinigte Staaten     | Carrboro               | Jay Faires                                                        | 1989                     | 2006              |           |          | | |
| mammuthmusic                               | Deutschland            | Unterammergau          | Tobias Höffner und Joe Stöckel                                    | 2015                     |                   | LC 51270  |          | | |
| Mango Records                              | Vereinigte Staaten     |                        | Island Records                                                    | 1972                     | 1997              |           |          | Universal Music Group | |
| Manhattan Records                          | Vereinigte Staaten     |                        | Bruce Lundvall                                                    | 1984                     |                   |           |          | Capitol Music Group | |
| Manic Ears Records                         | Vereinigtes Königreich |                        | Shane Dabinett                                                    | 1986                     | 1989              |           |          | | |
| Manifesto Records                          | Vereinigte Staaten     | Los Angeles            | Evan Cohen                                                        |                          |                   |           |          | | |
| Manifold Records                           | Vereinigte Staaten     |                        | Vince Harrigan                                                    | 1993                     |                   |           |          | | |
| Manikin Records                            | Deutschland            |                        | Mario Schönwälder                                                 | 1992                     |                   |           |          | | |
| Manimal Vinyl                              | Vereinigte Staaten     | Calabasas              | Paul Beahan with Nathalia Pizarro                                 | 2006                     |                   |           |          | | |
| Manna Music Inc                            | Vereinigte Staaten     |                        | Tim Spencer                                                       | 1955                     |                   |           |          | | |
| Manor Records                              | Vereinigte Staaten     |                        | Irving Berman                                                     | 1945                     |                   |           |          | | |
| Mansions and Millions                      | Deutschland            | Berlin                 | Anton Teichmann                                                   | 2015                     |                   | LC 92104  | Website  | | |
| Manticore Records                          | Vereinigtes Königreich | London                 | Greg Lake                                                         | 1973                     |                   |           |          | Atlantic Records | |
| Mantra Recordings                          | Vereinigtes Königreich |                        |                                                                   |                          | Erloschen         |           |          | Beggars Banquet Records | |
| Manyc Records                              | Vereinigte Staaten     | New York City          | Milt Opus                                                         |                          |                   |           |          | | |
| Man’s Ruin Records                         | Vereinigte Staaten     | San Francisco          | Frank Kozik                                                       | 1994                     | 2001              |           |          | | |
| MapleMusic Recordings                      | Kanada                 | Toronto                | Grant Dexter und Andy Maize                                       | 2002                     |                   |           |          | | |
| Mapleshade Records                         | Vereinigte Staaten     |                        | Pierre Sprey                                                      | 1989                     |                   |           |          | | |
| Maranatha! Music                           | Vereinigte Staaten     |                        | Chuck Smith                                                       | 1971                     |                   |           |          | | |
| Marche Funebre Productions                 | Russland               | Werchnjaja Pyschma     |                                                                   | 2005                     |                   |           | Website  | Stygian Crypt Productions | |
| Marian Records                             | Vereinigte Staaten     | Nashville              |                                                                   | 2005                     |                   |           |          | | |
| Mariann Grammofon AB                       | Schweden               |                        | Bert Karlsson                                                     | 1972                     |                   |           |          | Warner Music Group | |
| Marina Records                             | Deutschland            |                        |                                                                   | 1993                     |                   |           |          | | |
| Marine Parade Records                      | Vereinigtes Königreich | Brighton               | Adam Freeland                                                     | 1998                     |                   |           |          | | |
| Maritime Records                           | Indonesien             | Bandung                | Joz Ncut                                                          | 2006                     |                   |           |          | | |
| Market Square Records                      | Vereinigtes Königreich |                        |                                                                   | 1999                     |                   |           |          | | |
| Marlin Records                             | Vereinigte Staaten     |                        | Henry Stone                                                       |                          | Erloschen         |           |          | | |
| Marmalade Records                          | Vereinigtes Königreich |                        | Giorgio Gomelsky                                                  | 1967                     | 1969              |           |          | | |
| Marrakesh Records                          | Vereinigtes Königreich | London                 | Dominic Hardisty                                                  |                          |                   |           |          | | |
| Marriage Records                           | Vereinigte Staaten     | Portland               | Curtis Knapp und Adrian Orange                                    | 2001                     |                   |           |          | | |
| Marsalis Music                             | Vereinigte Staaten     | Cambridge              | Branford Marsalis                                                 | 2002                     |                   |           |          | | |
| Marsh-Marigold Records                     | Deutschland            |                        | Oliver Goetzl                                                     | 1988                     |                   |           |          | | |
| Mascot Records                             | Niederlande            |                        |                                                                   |                          |                   |           |          | | |
| Mash Down Babylon Records                  | Vereinigte Staaten     | Seal Beach             | Matt Embree                                                       | 2005                     |                   |           |          | | |
| Maskulin Music Group                       | Deutschland            |                        | Patrick Losensky (Fler)                                           | 2011                     |                   |           |          | | |
| Mas Flow Inc                               | Puerto Rico            |                        | Luny Tunes                                                        | 2004                     |                   |           |          | Universal Music Group | |
| mass mvmnt                                 | Vereinigte Staaten     | Seattle                |                                                                   | 2004                     |                   |           |          | | |
| Massacre Records                           | Deutschland            |                        | Torsten Hartmann                                                  | 1991                     |                   |           |          | | |
| Massive B                                  | Vereinigte Staaten     |                        | Bobby Konders                                                     | 1991                     |                   |           |          | | |
| Master Jazz Recordings                     | Vereinigte Staaten     |                        |                                                                   | 1960er Jahre             | 1970er Jahre      |           |          | | |
| Masters of Hardcore                        | Niederlande            |                        | Bass-D (Eugenio Dorwart) und King Matthew (Matthijs Hazeleger)    | 1995                     |                   |           |          | | |
| Masterworks Broadway Records               | Vereinigte Staaten     |                        |                                                                   | 2006                     |                   |           |          | Sony Music Entertainment | |
| Masterworks Records                        | Vereinigte Staaten     |                        |                                                                   | 2006                     |                   |           |          | Sony Music | |
| Matador Records                            | Vereinigte Staaten     |                        | Chris Lombardi                                                    | 1989                     |                   |           |          | | |
| Mate Recordings                            | Vereinigtes Königreich | Manchester             |                                                                   | 2000                     |                   |           |          | | |
| Matrix Music Marketing                     | Vereinigte Staaten     |                        |                                                                   |                          |                   |           |          | | |
| Matsuri Productions                        | Vereinigtes Königreich |                        | John Perloff und Tsuyoshi Suzuki                                  | 1994                     |                   |           |          | | |
| Matty Grooves Records                      | Vereinigtes Königreich |                        | Fairport Convention                                               | 2004                     |                   |           |          | | |
| Mausoleum Records                          | Belgien                | Vilvoorde              | Alfie Falckenbach                                                 | 1982                     | 2016              |           |          | Music Avenue Group | |
| Mau5trap                                   | Kanada                 |                        | deadmau5 (bürgerlicher Name Joel Thomas Zimmerman)                | 2005                     |                   |           |          | | |
| Mavin Records                              | Nigeria                |                        | Michael Collins Ajereh                                            | 2012                     |                   |           |          | | |
| Maverick                                   | Vereinigte Staaten     | Beverly Hills          | Madonna, Veronica Dashev, Frederick DeMann                        | 1992                     | 2009              | LC 01485  | Website  | | |
| Maxi Records                               | Vereinigte Staaten     | New York City          | Claudia Cuseta und Kevin McHugh                                   | 1990                     |                   |           |          | | |
| Maxjazz                                    | Vereinigte Staaten     |                        | Richard „Rich“ McDonnell                                          | 1998                     |                   |           |          | | |
| Mazzar Records                             | Russland               |                        |                                                                   | 2005                     |                   |           |          | | |
| MCA Nashville Records                      | Vereinigte Staaten     | New York City          | Paul Cohen                                                        | 1945                     |                   |           |          | Universal Music Group | |
| MCA Records                                | Vereinigte Staaten     |                        | Jules Stein                                                       | 1924                     |                   |           |          | Universal Music Group | Das Unternehmen gehört heute zur Universal Music Group (Tochter des Medienkonzerns Vivendi). Es wurde 2003 mit Geffen Records verschmolzen, wobei nur der Name Geffen als Marke verblieb.                                                                           |
| MCP Sound & Media                          | Österreich             | Haiming                | Hans Jöchler                                                      | 1976                     |                   |           | Website  | MCP Sound & Media GmbH | |
| MDD Records                                | Deutschland            |                        | Markus Rösner                                                     | 1993                     |                   |           |          | | |
| Medallion Records                          | Vereinigte Staaten     |                        |                                                                   | 1919                     | 1921              |           |          | Baldwin Piano Corporation | |
| Mediarts Records                           | Vereinigte Staaten     |                        | Alan W. Livingston und Nik Venet.                                 | 1970                     | Erloschen         |           |          | | |
| Mediaskare Records                         | Vereinigte Staaten     |                        | Baron Bodnar                                                      | 2005                     |                   |           |          | | |
| Medium Productions                         | Vereinigtes Königreich |                        |                                                                   | 1993                     |                   |           |          | | |
| Mega Records                               | Vereinigte Staaten     |                        | Brad McCuen und Harry Pratt                                       | 1970                     |                   |           |          | | |
| Megaforce Records                          | Vereinigte Staaten     |                        | Jon Zazula                                                        | 1982                     |                   | LC 08046  |          | | |
| Megalith Records                           | Vereinigte Staaten     |                        | Robert „Bucket“ Hingley                                           | 2002                     |                   |           |          | | |
| Megarock Records                           | Schweden               |                        |                                                                   |                          |                   |           |          | | |
| Mego                                       | Österreich             |                        | Peter Rehberg, Ramon Bauer, Andreas Pieper, Peter Meininger       | 1994                     | 2005              |           |          | | Das Label heißt seit 2006 editions Mego |
| Melancholic Realm Productions              | Vereinigtes Königreich |                        | Kostas Panagiotou                                                 | 2019                     |                   |           |          | | |
| Mello Music Group                          | Vereinigte Staaten     | Tucson                 | Michael Tolle                                                     | 2007                     |                   |           |          | Sony Music Entertainment | |
| MellowHead                                 | Japan                  |                        |                                                                   | 2004                     |                   |           |          | K.K. Lantis | |
| MellowJet Records                          | Deutschland            |                        | Bernd Scholl                                                      | 2007                     |                   |           |          | | |
| Melodeon Records                           | Vereinigte Staaten     |                        | Richard K. Spottswood                                             | 1964                     | Erloschen         |           |          | | |
| Melodic Revolution Records                 | Vereinigte Staaten     | Orlando                | Nick Katona                                                       | 2004                     |                   |           |          | | |
| Melodisc Records (US-amerikanisches Label) | Vereinigte Staaten     |                        | Daniel F. O’Brien                                                 | 1945                     | Ende 1940er Jahre |           |          | | |
| Melodija                                   | Russland               |                        |                                                                   | 1964                     |                   |           |          | | Von der Gründung bis etwa Mitte der 1980er Jahre war Melodija nicht nur das einzige offizielle Plattenlabel der UdSSR, sondern auch das Monopolunternehmen für Schallplattenproduktion und Schallplattenhandel.                                                     |
| Melotone Records (Australia)               | Australien             |                        |                                                                   |                          | Erloschen         |           |          | | |
| Melotone Records (Vereinigte Staaten)      | Vereinigte Staaten     |                        |                                                                   | Anfang 1930er Jahre 2010 | 1938              |           |          | Melotone Music LLC | Wurde Anfang der 1930er Jahre von Brunswick Records als Sublabel eingeführt, 1932 wurde es Teil der American Record Corporation. Nach 1938 wurde es nicht mehr weitergeführt. Im Jahr 2010 wurde Melotone Records als Abteilung von Melotone Music LLC reaktiviert. |
| Meltdown Records                           | Neuseeland             | Palmerston North       | Peter Shepherd                                                    | 1985                     |                   |           |          | | |
| Memento Materia                            | Schweden               |                        |                                                                   | 1992                     |                   |           |          | | |
| Memorandum Recordings                      | Australien             |                        |                                                                   |                          |                   |           |          | | |
| Memphis Industries                         | Vereinigtes Königreich |                        | Ollie Jacob und Matt Jacob                                        | 1998                     |                   |           |          | | |
| Menart Records                             | Kroatien Slowenien     |                        | Boštjan Menart                                                    | Mitte 1990er Jahre       |                   |           |          | | |
| Mental Madness                             | Deutschland            |                        | Dennis Bohn                                                       | 2001                     |                   | LC 12615  |          | | |
| Merciful Release                           | Vereinigtes Königreich |                        | Andrew Eldritch                                                   |                          |                   |           |          | | |
| Merciless Records                          | Deutschland            |                        | Volker Schwechheimer                                              | 1989                     |                   |           |          | | |
| Merck Records                              | Vereinigte Staaten     | Miami                  | Gabe Koch                                                         | 2000                     | 2007              |           |          | | |
| Mercury Nashville Records                  | Vereinigte Staaten     | Chicago                |                                                                   | 1945                     |                   |           |          | | |
| Mercury Records                            | Vereinigte Staaten     |                        | Irving Green, Berle Adams und Arthur Talmadge                     | 1945                     |                   |           |          | Universal Music Group | |
| Merge Records                              | Vereinigte Staaten     |                        | Mac McCaughan, Laura Ballance                                     | 1989                     |                   |           |          | | |
| Meridian Records                           | Vereinigtes Königreich | London                 |                                                                   | 1977                     |                   |           |          | | |
| Mermaid Records                            | Dänemark               | Kopenhagen             | Mik Christensen und Nick Foss                                     | 2005                     |                   |           |          | | |
| Merovingian Music                          | Vereinigte Staaten     | Red Bank               | Jack Ponti, Gregory Edgerton und Kyle Kraszewski                  | 2006                     |                   |           |          | Universal Music Group | |
| Meritt Records                             | Vereinigte Staaten     | Kansas City            | Winston Holmes                                                    | 1925                     | 1929              |           |          | | |
| Messenger Records                          | Vereinigte Staaten     | New York City          | Brandon Kessler                                                   | 1996                     |                   |           |          | | |
| Metal Axe Records                          | Deutschland            | Bochum                 | Oliver Bartkowski                                                 | 2004                     | 2007              |           |          | | |
| Metal Blade Records                        | Vereinigte Staaten     |                        | Brian Slagel                                                      | 1981                     |                   | LC 06705  |          | | |
| Metal Enterprises                          | Deutschland            |                        | Ingo Nowotny                                                      | 1982                     | 2003              | LC 08335  |          | | |
| Metal Hammer & Heavy Metal                 | Griechenland           | Athen                  | Yanis Koutouvos                                                   | 1984                     |                   |           |          | | |
| Metal Heaven                               | Deutschland            | Altheim                |                                                                   | 2004                     |                   |           |          | | |
| Metal Mind Productions                     | Polen                  |                        | Tomasz Dziubiński                                                 | 1987                     |                   |           |          | | |
| Metal on Metal Records                     | Italien                |                        | Jowita Kaminska-Peruzzi                                           | 2008                     |                   |           |          | | |
| Metal Race                                 | Russland               |                        |                                                                   | 2014                     |                   |           | Website  | | |
| MetalAgen Records                          | Russland               |                        |                                                                   | 1989                     |                   |           |          | | |
| Metalheadz                                 | Vereinigtes Königreich |                        | Kemistry & Storm, Goldie                                          | 1994                     |                   |           |          | | |
| Metalism Records                           | Russland               |                        |                                                                   | 2003                     |                   |           |          | | |
| Metamatic                                  | Vereinigtes Königreich | Ledbury                |                                                                   |                          |                   |           | Website  | | |
| Metascope Records                          | Polen                  |                        | Adam Związek und Maciej Pichlak                                   | 2015                     |                   |           |          | | |
| Meteor Records                             | Vereinigte Staaten     |                        | Bihari-Brüder                                                     | 1952                     |                   |           |          | | |
| MeteorCity Records                         | Vereinigte Staaten     | Tendoy (Idaho)         | Jadd Shickler und Aaron Emmel                                     | 1997                     |                   |           |          | | |
| MetroJazz Records                          | Vereinigte Staaten     |                        | Leonard Feather                                                   | Ende 1950er Jahre        |                   |           |          | MGM Records | |
| Metronome Records                          | Schweden               |                        | Anders Burman, Lars Borman und Börje Elberg                       | 1949                     |                   |           |          | | |
| Metroplex                                  | Vereinigte Staaten     |                        | Juan Atkins                                                       | 1985                     |                   |           |          | | |
| Metropolis Records                         | Vereinigte Staaten     | Philadelphia           | Dave Heckman                                                      | 1993                     |                   |           |          | | |
| Meuse Music Records                        | Belgien                | Engis                  | Jean-François Galler                                              | 2021                     |                   |           | Website  | | |
| Mexican Summer                             | Vereinigte Staaten     |                        |                                                                   | 2008                     |                   | LC 43650  |          | Kemnado Recordings | |
| MFS (Label)                                | Deutschland            |                        | Mark Reeder                                                       | 1990                     | 2005              |           |          | | |
| MGM Distribution                           | Australien             | Sydney                 |                                                                   | 1998                     |                   |           |          | | |
| MGM Records                                | Vereinigte Staaten     |                        |                                                                   | 1946                     |                   |           |          | Metro-Goldwyn-Mayer | |
| Microphone Records                         | Lettland               |                        |                                                                   | 1993                     |                   |           |          | | |
| Mida Records                               | Vereinigte Staaten     |                        | Henry Stone                                                       | 1958                     |                   |           |          | | |
| Midas Records Nashville                    | Vereinigte Staaten     | Nashville              | Ron Clapper                                                       | 2005                     |                   |           |          | | |
| Midhir Records                             | Vereinigtes Königreich |                        | Jon Hope                                                          | 2004                     |                   |           |          | | |
| Middle Pillar Presents                     | Vereinigte Staaten     | New York City          | Kevin Dunn und James Babbo                                        | 1998                     |                   |           |          | | |
| Midi:Nette Records                         | Japan                  |                        |                                                                   |                          |                   |           |          | | |
| Midijum Records                            | Deutschland            |                        | Andreas Binotsch                                                  | 1998                     |                   |           |          | | |
| Midland International Records              | Vereinigte Staaten     |                        | Eddie O’Loughlin und Bob Reno                                     | 1974                     | 1980              |           |          | | |
| Midnight Shift Records                     | Singapur               |                        |                                                                   | 2009                     |                   |           |          | | |
| Midsummer Records                          | Deutschland            |                        | Tim Masson                                                        |                          |                   |           |          | | |
| Mighty Atom Records                        | Vereinigtes Königreich |                        | Dave Simpson und Roger Hopkins                                    | 2000                     |                   |           |          | | |
| Mighty Force Records                       | Vereinigtes Königreich | Exeter                 |                                                                   | 1990                     | 1995              |           |          | | |
| Mighty Music                               | Dänemark               |                        | Michael Andersen, Bjarke Ahlstrand                                | 1997                     |                   |           |          | Target Group | |
| Mikroton Recordings                        | Russland               | Moskau                 | Kurt Liedwart                                                     | 2008                     |                   |           |          | | |
| Milan Entertainment                        | Vereinigte Staaten     |                        |                                                                   | 1980                     |                   |           |          | | |
| Milan Records                              | Vereinigte Staaten     | Los Angeles            | Emmanuel Chamboredon                                              | 1978                     |                   |           |          | | |
| Milestone Records                          | Vereinigte Staaten     |                        | Orrin Keepnews und Dick Katz                                      | 1966                     |                   |           |          | | |
| Milk & Sugar                               | Deutschland            |                        | Michael Kronenberger (aka. Milk) und Steffen Harding (aka. Sugar) | 1997                     |                   |           |          | | |
| Millaphon Records                          | Deutschland            |                        | Gerd Baumann und Mehmet Scholl                                    | 2011                     |                   |           |          | | |
| Mille Pattes Records                       | Kanada                 |                        |                                                                   |                          |                   |           |          | | |
| Mille Plateaux                             | Deutschland            |                        | Achim Szepanski                                                   | 1993 2010                | 2004              |           |          | Vertical.fm label group | |
| Millennium Records                         | Vereinigte Staaten     |                        | Jimmy Ienner Sr.                                                  | 1976                     | 1983              |           |          | - Casablanca Record & FilmWorks - RCA Records                                                                                             | |
| Millennium Records (London)                | Vereinigtes Königreich | London                 | Bent Recknagel und Ralph P. Ruppert                               | 1993                     |                   |           |          | | |
| Mimosa                                     | Vereinigtes Königreich |                        |                                                                   | 1921                     | 1930              |           |          | The Crystalate Gramophone Record Manufacturing Company Ltd.                                                                               | |
| Minimal Wave Records                       | Vereinigte Staaten     | New York City          | Veronica Vasicka                                                  | 2005                     |                   |           |          | | |
| Ministry of Sound                          | Vereinigtes Königreich |                        |                                                                   |                          |                   |           |          | | |
| Minit Records                              | Vereinigte Staaten     |                        | Joe Banashak und Larry McKinley                                   | 1959                     |                   |           |          | | |
| Minor Records                              | Vereinigte Staaten     |                        | Minor Ross und Danny Ross                                         | 1956                     |                   |           |          | | |
| Minor music                                | Deutschland            |                        | Stephan Meyner                                                    | 1884                     |                   |           |          | | |
| Minotauro Records                          | Italien                | Pavia                  |                                                                   |                          |                   |           |          | | |
| Mint Records                               | Kanada                 | Vancouver              | Randy Iwata und Bill Baker                                        | 1991                     |                   |           |          | | |
| Minty Fresh                                | Vereinigte Staaten     | Chicago                | Jim Powers und Anthony Musiala                                    | 1993                     |                   |           |          | | |
| Minus (Label)                              | Vereinigte Staaten     |                        | Richie Hawtin                                                     | 1998                     |                   |           |          | | |
| Minareci                                   | Deutschland            | Augsburg               | Ayhan Uslu (Junior) ehemals Ahmet Uslu (Senior)                   | 1960                     |                   | LC 57939  | MINARECI | CILEM RECORDS INTERNATIONAL | CILEM RECORDS INTERNATIONAL UG (haftungsbeschränkt) Das Label MINARECI wurde ehemals 1960 von Ahmet Uslu (Senior) in Istanbul / Türkei gegründet. Das Label MINARECI wird seit 1980 in Augsburg/Deutschland von Ayhan Uslu (Junior) geführt                         |
| Miracle Records                            | Vereinigte Staaten     |                        | Lee J. Egalnick                                                   | 1946                     | 1950              |           |          | | |
| Mirage Records                             | Vereinigte Staaten     |                        | Jerry L. Greenberg und Bob Greenberg                              | 1980                     |                   |           |          | Unidisc | |
| Misanthropy Records                        | Vereinigtes Königreich |                        | Tiziana „Diamanda“ Stupia                                         | 1993                     |                   |           |          | | |
| Misfits Records                            | Vereinigte Staaten     | New York City          | Jerry Only und John Cafiero                                       | 2002                     |                   |           |          | | |
| Misra Records                              | Vereinigte Staaten     | Pittsburgh             | Michael Bracy, Timothy Bracy und Paige Conner Totaro              | 1999                     |                   |           |          | | |
| Missing Link Records                       | Australien             | Melbourne              | Keith Glass und David Pepperell                                   | 1977                     |                   |           |          | | |
| Mission Records                            | Vereinigte Staaten     |                        | Glenn Frey und Peter Lopez                                        | 1998                     |                   |           |          | | |
| Mital-U                                    | Schweiz                |                        | Bruno Waser                                                       | 1996                     |                   |           |          | | |
| Mixpak Records                             | Vereinigte Staaten     | New York City          | Dre Skull                                                         | 2009                     |                   |           |          | | |
| Miya Records                               | Taiwan                 |                        |                                                                   |                          |                   |           |          | | |
| Mnemosyne Productions                      | Norwegen               |                        | Heidi S. Tveitan und Vegard Tveitan                               | 2003                     |                   |           |          | | |
| Mnet Media                                 | Südkorea               |                        |                                                                   | 2006                     |                   |           |          | | 2011 ging Mnet Media in dem von der südkoreanischen CJ Group gegründeten Unternehmen CJ Entertainment & Media (CJ E&M) auf |
| Mo' Hits Records                           | Nigeria                |                        | Don Jazzy und D'banj                                              | 2004                     |                   |           |          | | |
| Mo' Wax                                    | Vereinigtes Königreich | London                 | James Lavelle                                                     | 1992                     | 2004              |           |          | | |
| Mobile Fidelity Sound Lab                  | Vereinigte Staaten     | Chicago                | Brad Miller                                                       | 1977                     |                   |           |          | Music Direct | |
| Mod Records                                | Deutschland            |                        | Gigi Campi                                                        | 1954                     |                   |           |          | | |
| Moda Records                               | Vereinigte Staaten     |                        | Nicky Kalliongis                                                  |                          |                   |           |          | | |
| Mo-Da-Mu                                   | Kanada                 | Vancouver              | Allen Moy                                                         | 1980                     |                   |           |          | | |
| Mode Records                               | Vereinigte Staaten     |                        |                                                                   | Ende 1950er Jahre        | Ende 1950er Jahre |           |          | | |
| Modern Records                             | Vereinigte Staaten     |                        | Saul Bihari, Jules Bihari                                         | 1945                     | 1969              |           |          | | |
| Modern Outsider                            | Vereinigte Staaten     | Austin                 | Chip Adams und Erin Adams                                         | 2010                     |                   |           |          | | |
| Modul8                                     | Deutschland            |                        |                                                                   | 1998                     |                   |           |          | | |
| Modular Recordings                         | Australien             |                        | Steve Pavlovic                                                    | 1998                     |                   |           |          | | |
| Moist Music                                | Vereinigte Staaten     | New York City          | Victor Ortiz                                                      | 2004                     |                   |           |          | Phase One Communications | |
| Mojo Records                               | Vereinigte Staaten     | Santa Monica           | Jay Rifkin                                                        | 1995                     | 2003              |           |          | | |
| Mokum Records                              | Niederlande            |                        | Fred Berkhout                                                     | 1993 2004                | 1998              |           |          | | |
| Mole Jazz                                  | Vereinigtes Königreich |                        | Ed Dipple, Graham Griffiths und Peter Bould                       | 1980                     |                   |           |          | | |
| Mole Listening Pearls                      | Deutschland            |                        | Haluk Soyoglu                                                     | 1996                     |                   | LC 06082  |          | | |
| Mom + Pop Music                            | Vereinigte Staaten     | New York City          | Michael Goldstone                                                 | 2008                     |                   |           |          | | |
| MonarC Entertainment                       | Vereinigte Staaten     |                        | Mariah Carey                                                      | 2002                     | Erloschen         |           |          | The Island Def Jam Music Group | |
| Monarchy Music                             | Vereinigte Staaten     | Costa Mesa             |                                                                   |                          |                   |           |          | | |
| Mondo Music Corporation                    | Sambia                 | Lusaka                 |                                                                   |                          |                   |           |          | | |
| Mondo Records                              | Italien                |                        | Gianmarco Marcello (Mondo Marcio)                                 | 2008                     |                   |           |          | | |
| Monika Enterprise                          | Deutschland            |                        | Gudrun Gut                                                        | 1997                     |                   |           |          | | |
| Monitor Records (New York)                 | Vereinigte Staaten     |                        | Michael Stillman und Rose Rubin                                   | 1956                     |                   |           |          | | |
| Monkeytown Records                         | Deutschland            | Berlin                 | Modeselektor                                                      | 2009                     |                   | LC 24488  | Website  | | |
| Mono Vs Stereo                             | Vereinigte Staaten     | Franklin (Tennessee)   | Brad Moist                                                        | 2003                     |                   |           |          | | |
| Monogam Records                            | Deutschland            |                        | Michael Voigt und Elisabeth Recker                                | Ende 1970er Jahre        |                   |           |          | | |
| Mons Records                               | Deutschland            |                        | Thilo Berg                                                        | 1991                     |                   |           |          | | |
| Monstercat                                 | Kanada                 |                        | Mike Darlington und Ari Paunonen                                  | 2011                     |                   |           |          | | |
| Montgomery Ward (Label)                    | Vereinigte Staaten     |                        |                                                                   | 1932                     |                   |           |          | Montgomery Ward | |
| Monument Records                           | Vereinigte Staaten     |                        | Fred Luther Foster                                                | 1958                     |                   |           |          | | |
| Mood Records                               | Deutschland            |                        |                                                                   | 1977                     |                   |           |          | | |
| Moon Harbour Recordings                    | Deutschland            |                        | Matthias Tanzmann                                                 | 2000                     |                   | LC 11565  |          | | |
| Moon Records                               | Vereinigte Staaten     |                        | Cordell Jackson                                                   | 1956                     |                   |           |          | | |
| Moon Ska Records                           | Vereinigte Staaten     |                        |                                                                   | 1983                     |                   |           |          | | |
| Moon Ska World                             | Vereinigtes Königreich |                        |                                                                   | 2006                     |                   |           |          | | |
| Mooncrest Records                          | Vereinigtes Königreich |                        |                                                                   | 1973                     |                   |           |          | Charisma Records | |
| Moonfog Productions                        | Norwegen               |                        | Sigurd „Satyr“ Wongraven und Tormod Opedal                        | 1993                     |                   |           |          | | |
| Moonglow Records                           | Vereinigte Staaten     |                        | Albert van Hoogten, Ray Maxwell                                   | Mitte 1950er Jahre       | 1967              |           |          | | |
| Moonshine Music                            | Vereinigte Staaten     | Los Angeles            | Steve Levy und Ricardo Vinas                                      | 1992                     |                   |           |          | | |
| Moonstorm Records                          | Deutschland            | Berlin                 | Alexander Ertner                                                  | 1997                     | 2004              |           |          | | |
| Morbid Moon Records                        | Kanada                 | Varennes               |                                                                   | 2003                     |                   |           |          | | |
| Morbid Records                             | Deutschland            |                        |                                                                   | 1989                     |                   |           |          | | |
| Mordam Records                             | Vereinigte Staaten     | San Francisco          | Ruth Schwartz                                                     | 1983                     |                   |           |          | | |
| Moroz Records                              | Russland               |                        | Alexander Moros                                                   | 1992                     |                   |           |          | | |
| Morr Music                                 | Deutschland            |                        | Thomas Morr                                                       | 1999                     |                   | LC 10387  |          | | |
| Morrison Records (Australia)               | Australien             |                        | James Morrison                                                    |                          |                   |           |          | | |
| Morrison Records (Seattle)                 | Vereinigte Staaten     | Seattle                | Howell Oakdeane „Morrie“ Morrison und Alice Nadine Morrison       | 1940er Jahre             |                   |           |          | | |
| Mortarhate Records                         | Vereinigtes Königreich |                        | Conflict                                                          |                          |                   |           |          | | |
| Mosaic Records                             | Vereinigte Staaten     |                        | Michael Cuscuna und Charles Lourie                                | 1982                     |                   |           |          | | |
| Moscow Funeral League Records              | Russland               | Moskau                 | Evander „E.S.“ Sinque                                             | 2011                     |                   |           | Website  | | |
| Moseley Shoals Records                     | Vereinigtes Königreich | Birmingham             | Ocean Colour Scene                                                | 2004                     |                   |           |          | | |
| Moshi Moshi Records                        | Vereinigtes Königreich | London                 | Adrian Pike, Michael McClatchey und Stephen Bass                  | 1998                     |                   |           |          | | |
| Moshpit Tragedy Records                    | Kanada                 |                        | Rayny Forster                                                     | 2006                     |                   |           |          | | |
| Mosley Music Group                         | Vereinigte Staaten     |                        | Timbaland                                                         | 2006                     |                   |           |          | Sony Music Entertainment | |
| Motéma Music                               | Vereinigte Staaten     | New York City          | Jana Herzen                                                       | 2003                     |                   |           | Website  | | |
| Motette Psallite                           | Deutschland            | Dülken                 | Johannes Ricken                                                   | 1973                     |                   | LC 05095  | Website  | | |
| Mother Tongue Records                      | Vereinigtes Königreich | London                 |                                                                   |                          |                   |           |          | | |
| Motile                                     | Vereinigtes Königreich |                        |                                                                   | 2004                     |                   |           |          | | |
| Mötley Records                             | Vereinigte Staaten     |                        | Mötley Crüe                                                       |                          |                   |           |          | | |
| Motor Music                                | Deutschland            |                        | Tim Renner                                                        | 1994                     |                   |           |          | | |
| Motown                                     | Vereinigte Staaten     |                        | Berry Gordy Jr.                                                   | 1959                     |                   |           |          | Universal Music Group | Das Label wurde 1959 unter dem Namen Tamla Record Company gegründet. 1988 wurde das Unternehmen an die MCA/Universal verkauft und ist heute im Besitz der Universal Music Group (Vivendi).                                                                          |
| Mountain Apple Company                     | Vereinigte Staaten     |                        | Jon de Mello                                                      | 1974                     |                   |           |          | | |
| Mountain Records                           | Südafrika              | Kapstadt               | Patrick Lee-Thorp                                                 | 1980                     |                   |           |          | | |
| Mountain Home Records                      | Vereinigte Staaten     | Arden (North Carolina) | Tim Surrett und Mickey Gamble                                     | 1991                     |                   |           |          | | |
| MourningSound Records                      | Singapur               |                        |                                                                   | 2002                     |                   |           |          | | |
| Mouseville                                 | Schweden               |                        | Eric Prydz                                                        |                          |                   |           |          | | |
| Mouthwatering Records                      | Schweiz                |                        | Andreas Ryser und Daniel Jakob                                    | 2003                     |                   |           |          | | |
| Move Records                               | Australien             | Melbourne              | Martin Wright                                                     | 1968                     |                   |           |          | | |
| Moving Shadow                              | Vereinigtes Königreich |                        | Rob Playford                                                      | 1990                     | 2007              |           |          | | |
| Mökkitie Records                           | Finnland               | Espoo                  | Arttu Wiskari                                                     | 2012                     |                   |           | Website  | | |
| Mr Bongo Records                           | Vereinigtes Königreich |                        | David 'Mr Bongo' Buttle                                           | 1989                     |                   |           |          | | |
| Mr. Lady Records                           | Vereinigte Staaten     |                        | Kaia Wilson und Tammy Rae Carland                                 | 1996                     | 2004              |           |          | | |
| Mt. Fuji Records                           | Vereinigte Staaten     | Seattle                |                                                                   |                          |                   |           |          | | |
| MTM Records                                | Vereinigte Staaten     | Nashville              | Mary Tyler Moore                                                  | 1984                     | 1988              |           |          | | |
| Mudhoney Records                           | Australien             |                        | Tiffani Wood                                                      | 2005                     |                   |           |          | | |
| Mülleimer Records                          | Deutschland            |                        | Thomas Ziegler                                                    | 1981                     | 1986              | LC 8605   |          | | |
| Mulatta Records                            | Vereinigte Staaten     |                        | Ayo Osinibi und Dave Soldier                                      | 2000                     |                   |           |          | | |
| Multiply Records                           | Vereinigtes Königreich |                        | Mike Hall                                                         | 1993                     | 2004              |           |          | Telstar Records | |
| Multitone Records                          | Vereinigtes Königreich |                        | Pran Gohil                                                        | 1978                     |                   |           |          | | |
| Mums Records                               | Vereinigte Staaten     | New York City          | Edward D. Easton                                                  | 1987                     |                   |           |          | - CBS (1938–88) - Sony Music Entertainment (1988–2004) - Sony BMG Music Entertainment (2004–08) - Sony Music Entertainment (2008–present) | |
| Murder Inc. Records                        | Vereinigte Staaten     |                        | Irv Gotti                                                         | 1997                     |                   |           |          | | |
| Murderecords                               | Kanada                 | Halifax                | Sloan                                                             | 1992                     |                   |           |          | MCA | |
| Murmur                                     | Australien             |                        | John Watson und John O’Donnell                                    | 1994                     | 2007              |           |          | Sony Music Entertainment | |
| Musart Records                             | Mexiko                 | Mexiko-Stadt           |                                                                   | 1948                     |                   |           |          | | |
| Musea                                      | Frankreich             |                        | Francis Grosse, Bernard Gueffier                                  | 1985                     |                   |           |          | | |
| Muse Records                               | Vereinigte Staaten     |                        | Joe Fields                                                        | Anfang 1970er Jahre      | 1995              |           |          | | |
| Mush Records                               | Vereinigte Staaten     | Los Angeles            | Robert Curcio und Cindy Roché                                     | 1997                     |                   |           |          | | |
| Mushroom Records (Canada)                  | Kanada                 | Vancouver              | Wink Vogel und Dick Vogel                                         | 1974                     |                   |           |          | | |
| Music Brokers                              | Argentinien            |                        |                                                                   | 1997                     |                   |           |          | | |
| Music Corporation of America               | Vereinigte Staaten     |                        | Jules Stein                                                       | 1924                     |                   |           |          | Universal Music Group | Das Unternehmen gehört heute zur Universal Music Group (Tochter des Medienkonzerns Vivendi). Es wurde 2003 mit Geffen Records verschmolzen, wobei nur der Name Geffen als Marke verblieb.                                                                           |
| Music for Nations                          | Vereinigtes Königreich |                        | Martin Hooker                                                     | 1983                     | 2004              |           |          | | |
| Music for Pleasure                         | Vereinigtes Königreich |                        |                                                                   | 1965                     | 2012              |           |          | EMI | |
| Music from the Corner                      | Vereinigtes Königreich |                        |                                                                   | 2001                     |                   |           |          | | |
| Music Mail Tonträger                       | Deutschland            | Stuttgart              | Frank Schreiner                                                   | 1989                     |                   |           | Website  | | |
| Music Maker                                | Vereinigte Staaten     |                        |                                                                   | 1977                     |                   |           |          | | |
| Music of Life                              | Vereinigtes Königreich |                        | Froggy und Simon Harris                                           | 1986                     |                   |           |          | | |
| Music West Records                         | Vereinigte Staaten     | San Rafael             | Allan Kaplan                                                      | 1985                     | 1991              |           |          | | |
| Music & Arts Program of America            | Vereinigte Staaten     |                        | Frederick J. Maroth                                               | 1984                     |                   |           |          | | |
| Music70                                    | Vereinigtes Königreich |                        | Boards of Canada                                                  |                          |                   |           |          | | |
| Musica Omnia                               | Vereinigte Staaten     | Cambridge              | Peter Watchorn                                                    | 2000                     |                   |           |          | | |
| MusicMasters Records                       | Vereinigte Staaten     |                        | Albert Nissim, Jeffrey Nissim und Robert Nissim                   | 1981                     | 1999              |           |          | Musical Heritage Society | |
| Musicor Records                            | Vereinigte Staaten     |                        | Aaron Schroeder                                                   | 1960                     | 1978              |           |          | | |
| Musicraft Records                          | Vereinigte Staaten     |                        |                                                                   | 1930er Jahre             | 1940er Jahre      |           |          | | |
| Musidisc                                   | Frankreich             |                        |                                                                   | 1927                     | 2004              |           |          | Universal Music Group | |
| Musikproduktion Dabringhaus & Grimm        | Deutschland            |                        | Werner Dabringhaus und Reimund Grimm                              | 1978                     |                   |           |          | | |
| Musik Produktion Schwarzwald               | Deutschland            |                        | Hans Georg Brunner-Schwer                                         | 1968                     |                   |           |          | | Das Label ist ein Nachfolgelabel der SABA-Records |
| Musiker.de                                 | Deutschland            |                        |                                                                   | 2011                     |                   | LC 30499  |          | | |
| Musikzentrale (Nürnberg)                   | Deutschland            |                        |                                                                   | 1983                     |                   |           |          | | |
| Must Destroy                               | Vereinigtes Königreich |                        |                                                                   |                          | 2006              |           |          | | |
| Mutant League Records                      | Vereinigte Staaten     | Chicago                | Nate Steinheimer                                                  | 2012                     |                   |           |          | | |
| Mutant Pop Records                         | Vereinigte Staaten     | Corvallis              |                                                                   | 1995                     | 2008              |           |          | | |
| Mute (Musiklabel)                          | Vereinigtes Königreich |                        | Daniel Miller                                                     | 1978                     |                   | LC 05834  |          | BMG Rights Management(seit 2012)Universal (2012), EMI Music(2002–2012)                                                                    | |
| Muve Recordings                            | Schweiz                | Zürich                 |                                                                   |                          |                   | LC 29735  |          | Musikvertrieb AG | |
| MvB Records                                | Deutschland            |                        | Michael von Bothmer                                               | 2003                     |                   | LC 09166  | Website  | Musikverlag und Produktion | |
| My Graveyard Productions                   | Italien                | Montichiari            | Giuliano Mazzardi                                                 | 2005                     | 2017              |           |          | | |
| My Pal God Records                         | Vereinigte Staaten     | Princeton              | Jon Solomon                                                       |                          |                   |           |          | | |
| My Proud Mountain                          | Deutschland            | Hamburg                | Ansgar Glade                                                      | 2011                     |                   |           | Website  | | |
| Myrrh Records                              | Vereinigte Staaten     |                        |                                                                   | 1972                     |                   |           |          | Word Entertainment | |
| MySpace Records                            | Vereinigte Staaten     | Beverly Hills          | Tom Anderson                                                      | 2005                     | 2016              |           |          | | |
| Mystery Sea                                | Belgien                |                        | Daniel Crokaert                                                   | 2001                     |                   |           |          | | |
| Mystic Production                          | Polen                  |                        | Barbara Mikuła                                                    | 1995                     |                   |           |          | | |
| Mystic Records                             | Vereinigte Staaten     | Hollywood              | Doug Moody                                                        |                          |                   |           |          | | |
| MZEE                                       | Deutschland            |                        | Akim Walta                                                        | Anfang 1990er Jahre      |                   |           |          | | |